# Camera Café
Camera Café va ser un format de sèrie de televisió d'humor, originari de França, emès amb el mateix títol en països com Itàlia, Portugal, Polònia, Xile, Colòmbia i Espanya.
A Espanya, la sèrie va començar a emetre's l'any 2002 sota el nom de Café Express, en Telemadrid i Canal Nou. Va ser retirada en 2004 per la seva baixa acceptació entre el públic. Posteriorment, va passar a emetre's a Telecinco en l' acces prime time, des del diumenge, 18 de setembre de 2005 fins al dimarts, 1 de setembre de 2009, després de quatre temporades en emissió, 530 capítols emesos. i més de 1400 episodis gravats.
Es tracta d'episodis de curta durada (de 4 a 6 minuts) composts per un pròleg, diversos sketchs i un epíleg.
El diumenge, 13 de setembre de 2009 va donar lloc al seu “spin-in”, Fibrilando, que narra les peripècies d'un equip mèdic idèntic al personal de Camera café que treballa en una clínica situada en una planta inferior del mateix edifici.
A la tardor de 2011, Telecinco anuncia una nova temporada de Camera café, la qual seria la seva cinquena temporada, amb un elenc nou i sense comptar amb el seu anterior director: Luis Guridi.

## Espanya
Encara que en el format original francès només s'emet un nou episodi diari, a Espanya s'agrupen diversos episodis (de quatre a set), barrejant nous i repetits, formant un bloc o capítol de vint-i-cinc i trenta-cinc minuts de durada. Aquesta longitud variable, ajuda a la cadena a “enganxar” a l'audiència intentant portar-los fins a la porta del seu prime time.
La idea principal dels episodis és mostrar, a través de la cambra oculta en la pròpia màquina, diferents situacions d'empleats que acudeixen a fugir-ne d'estudi del treball. Cada personatge dels 17 que componen el repartiment compleix un rol diferent: la secretària atractiva, els treballadors «en ningú», el «setciències» de comptabilitat, i per descomptat, el cap autoritari que també ajup el cap si és la directora de màrqueting la que crida. En l'adaptació espanyola, molts personatges van ser transformats, alguns van desaparèixer, i uns altres com la senyora de la neteja, van ser incorporats en aquesta versió.
El director del programa és Luis Guridi. La seva pretensió respecte a Camera Café era oferir una visió humorística, més o menys realista, de l'entorn laboral. Tots els estils d'humor, des del surrealisme a l'escatologia simple, es donen la mà en aquesta microsèrie de cort costumista.

### Equip tècnic
|                      | Primera temporada                                                                                                  | Segona temporada | Tercera temporada | Quarta temporada                                                                                             |
| -------------------- | --- | --- | --- | --- |
| Direcció             | Luis Guridi | Luis Guridi | Luis Guridi | Luis Guridi                                                                                                  |
| Ajt. Dir.            | Maijo Ruiz | Maijo Ruiz | Maijo Ruiz | Maijo Ruiz                                                                                                   |
| Coordinadors de guió | Pepón Montero i Juan Maidagán                                                                                      | Luis Guridi | Bàrbara Alpuente i Álex Mendíbil                                                                                              | Bàrbara Alpuente i Álex Mendíbil                                                                             |
| Guionistes           | Pepón Montero, Juan Maidagán, Santiago Aguilar, Álex Mendíbil, Jorge Riera, Álvaro López de Quintana i Luis Guridi | Álex Mendíbil, Santiago Aguilar, Álvaro López de Quintana, Ana Galán, Toño Agrollán, Manu Martínez March, Bárbara Alpuente i Luis Guridi | Álex Mendíbil, Bárbara Alpuente, Álvaro López de Quintana, Ana Galán, Toño Agrollán, Manu Martínez March i Guillermo Barrejón | Bárbara Alpuente, Guillermo Barrejón, Ana Galán, Toño García Agrollán, Lele (Helena) Morales i Álex Mendíbil |

### Nòmina d'actors i personatges
| Actor              | Personatge            | Treball en la sèrie                     |
| ------------------ | --------------------- | --------------------------------------- |
| Luis Varela        | Gregorio Antúnez      | Director gerent 1                       |
| Ana Milán          | Victoria de la Vega   | Directora de màrqueting 1               |
| Carolina Cerezuela | Mónica Salazar        | Subdirectora de màrqueting 1            |
| Esperanza Pedreño  | Mari Carmen Cañizares | Secretària de Victòria 1                |
| Carlos Chamarro    | Julián Palacios       | Cap de compres i representant sindical  |
| Arturo Valls       | Jesús Quesada         | Cap de vendes 1                         |
| César Sarachu      | Bernardo Marín        | Comptable 1                             |
| Esperanza Elipe    | Marimar Montes        | Secretària d'Antúnez                    |
| Marta Belenguer    | Nacha Ruiz            | Administrativa                          |
| Álex O'Dogherty    | Arturo Cañas          | Xofer del president                     |
| Silvia Wheeler     | Frida Lüdendorff      | Responsable de la sucursal de Frankfurt |
| Ana Ruiz           | Sofía Guillén         | Telefonista                             |
| Mercedes Luzuriaga | Asunción Sempere      | Becària                                 |
| Daniel Albaladejo  | Benito Avendaño       | Guàrdia nocturn                         |
| Joaquín Reyes      | Richar Mesa           | Informàtic                              |
| Javier Manrique    | Lorenzo Pérez         | Bidell                                  |
| Nacho Rubio        | Juan Luis Lazcano     | Psicèleg                                |
| Juana Cordero      | Choches               | Netejadora 1                            |
| Manuel Tallafé     | Paco El Brasas        | Propietari del bar de sota              |
| Antón Valén        | Tono                  | Cap de manteniment                      |

## Audiència per temporades
| Temporada | Temporada | Audiència mitjana | Audiència mitjana | Audiència mitjana |
| Temporada | Temporada | Espectadors       | Quota             |                   |
| --------- | --------- | ----------------- | ----------------- | ----------------- |
|           | 1         | 3 574 000         | 22,2%             |                   |
|           | 2         | 3 859 000         | 22,8%             |                   |
|           | 3         | 3 003 000         | 18,7%             |                   |
|           | 4         | 2 241 000         | 14,1%             |                   |
| Total     | Total     | 3 169 250         | 19,45%            |                   |

## Premis
- “Antena de Oro” de la Federació d'Associacions de Ràdio i Televisió d'Espanya (2006)[6]
- “Fotogramas de Plata” al Millor Actor de Televisió (Arturo Valls) (2007)
- Premi de l'ATV al Millor Actor (Luis Varela) (2008)
- Premi al Millor Guió de Série de Ficció de Televisió dels Premis GAC de Guions (2007)
- Premis de la Unión de Actores al Millor Actor de Repartiment (Daniel Albaladejo) i a la Millor Actriu de Repartiment (Esperanza Pedreño) (2006).
- Premio “Ocio i Espectáculo 2009” dels Premis Anuals de l'Associació Espanyola d'Editorials de Publicacions Periòdiques (AEEPP)
- Premi al Millor Programa de Televisió d'ABC Punto Radio en els seus “Premis de la Ràdio” (2006)
- Premi “Calabuch” a la Millor Sèrie d'Humor del Festival Internacional de Cinema de Comèdia de Peníscola (2006)
- Premi al Millor Va guiar de Série de Ficció de Televisió dels Premis GAC de Guions (2006)
- Premi “Comunicarte” al Millor Programa de Televisió que cada any atorga l'Institut d'Imatge i So “Puerta Bonita” (2006)
- “Premi Número 1” de Cadena 100 al Millor Programa d'Entreteniment (2007)
- Premi “Protagonistes de l'Any” d'ABC Punto Radio a l'Humor més Elegant (2007)
- Premi “Estil en Moviment” al Millor Estilisme en una sèrie de televisió (2007)
- Premi de la Associació d'Espectadors d'Andalusia al Millor Programa d'Entreteniment (2008)